# 巴瑟斯特岛 (北领地)
巴瑟斯特岛是澳大利亚北领地的一个岛屿。它与梅尔维尔岛同为提维群岛岛屿之一。位于帝汶海，面积约2,600 km2或1,000 sq mi。岛屿上最大的定居点为其东南部的Wurrumiyanga，該地2016年人口约1563人。
岛屿得名于英国政治家第三代巴瑟斯特伯爵亨利·巴瑟斯特（1762－1834）。
2008年电影《澳大利亚》中曾有提到该岛。